# Pavel Bém

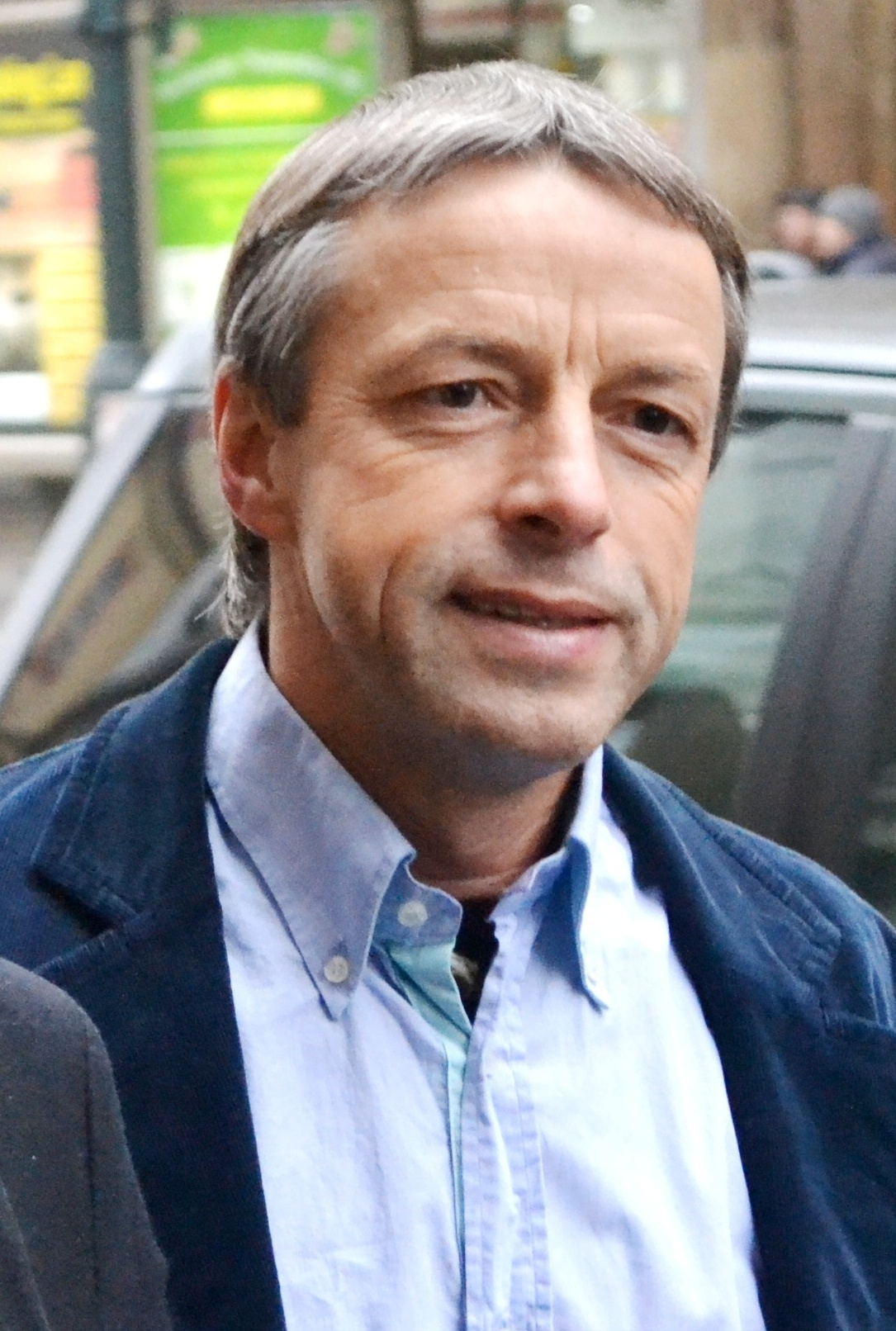
Pavel Bém

Pavel Bém (Praag, 18 juli 1963) is een Tsjechisch politicus. Hij is lid van de Democratische Burgerpartij (ODS).

## Biografie
Tussen 1981 en 1987 studeerde Bém medicijnen aan de Praagse Karelsuniversiteit. Hij specialiseerde zich in de psychiatrie en volgde een tweejarige opleiding aan de Johns Hopkins-universiteit in de Verenigde Staten. Na een functie als hoofdarts in een psychiatrische instelling in Mladá Boleslav, ging hij aan de slag in een verslavingskliniek in Praag, waar hij later directeur werd.
Gedurende de jaren negentig werd Bém politiek actief voor de ODS. Tussen 1998 en 2002 was hij burgemeester (starosta) van het Praagse stadsdeel Praag 6 en aansluitend, van 28 november 2002 tot 30 november 2010, was hij burgemeester (primátor) van Praag.
Tussen 2006 en 2008 was Bém vicevoorzitter van de ODS. In 2008 daagde hij zijn partijleider en toenmalig premier Mirek Topolánek uit om het partijleiderschap te verwerven, maar leed in de verkiezing een ruime nederlaag.
In mei 2010 werd Bém verkozen als parlementslid in het Tsjechische parlement. Later dat jaar legde hij het burgemeesterschap van Praag neer. In 2012 raakte hij in conflict met zijn partij, na beschuldigingen dat hij corrupt zou zijn geweest tijdens zijn periode als burgemeester. Hij verliet hierop de ODS, maar keerde in 2013 weer bij de partij terug. Bém trad in augustus 2013 af als parlementslid.